# Метаморфизм

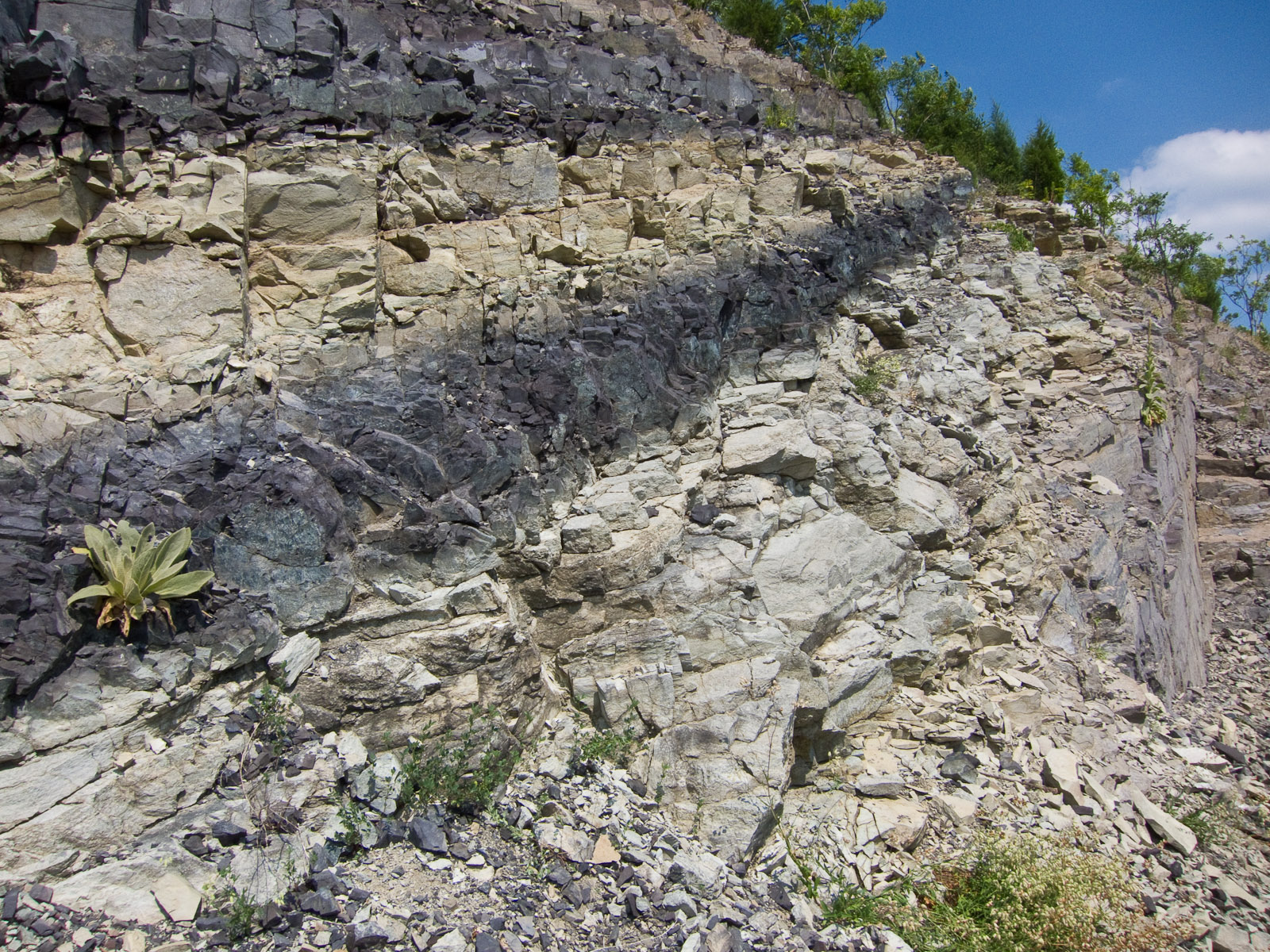
Метаморфизм горных пород

Метаморфизм (др.-греч. μετα-μορφόομαι — подвергаюсь превращению, преображаюсь) — процесс твердофазного минерального и структурного изменения горных пород под воздействием температуры и давления в присутствии химически активного флюида — какого-либо растворителя или газа.

## Описание
Выделяют изохимический метаморфизм — при котором химический состав породы меняется несущественно, и не изохимический метаморфизм (метасоматоз), для которого характерно заметное изменение химического состава породы, в результате переноса компонентов флюидом.
По размеру ареалов метаморфических пород, их структурному положению и причинам метаморфизма выделяются:
- Региональный метаморфизм, который затрагивает значительные объёмы земной коры, и распространен на больших площадях.
- Метаморфизм сверхвысоких давлений
- Контактовый метаморфизм (локальный) приурочен к магматическим интрузиям и происходит от тепла остывающей магмы.
- Динамометаморфизм происходит в зонах разломов, связан со значительной деформацией пород.
- Импактный метаморфизм (ударный) происходит при ударе метеорита о поверхность планеты.
- Автометаморфизм

## Основные факторы метаморфизма
Основными факторами метаморфизма являются температура, давление и флюид.
Температура — важнейший фактор метаморфизма, влияющий на процессы кристаллообразования и определяющий состав минеральных ассоциаций. Метаморфические преобразования горных пород происходят в температурном интервале 250—1100 °C. Именно на этом рубеже, в связи с резким возрастанием скоростей химических реакций, проводится граница между диагенезом и метаморфизмом.
Давление — фактор, влияющий на объём горных пород, их плотность, температуру плавления, а также на коллекторские свойства. Выделяют два его типа — геостатическое (всестороннее) и боковое (одностороннее).
Флюидами называются летучие компоненты метаморфических систем. Это в первую очередь вода и углекислый газ. Реже роль могут играть кислород, водород, углеводороды, соединения галогенов и некоторые другие. В присутствии флюида область устойчивости многих фаз (особенно содержащих эти летучие компоненты) изменяются. В их присутствии плавление горных пород начинается при значительно более низких температурах.

## Фации метаморфизма
Метаморфические породы очень разнообразны. В качестве породообразующих минералов в них установлено более 20 минералов. Породы близкого состава, но образовавшиеся в различных термодинамических условиях, могут иметь совершенно разный минеральный состав. Первыми исследователями метаморфических комплексов было установлено, что можно выделить несколько характерных, широко распространённых ассоциаций, которые образовались в разных термодинамических условиях. Первое деление метаморфических пород по термодинамическим условиям образования сделал Эскола. В породах базальтового состава он выделил зелёные сланцы, эпидотовые породы, амфиболиты, гранулиты и эклогиты. Последующие исследования показали логичность и содержательность такого деления.
В дальнейшем началось интенсивное экспериментальное изучение минеральных реакций, и усилиями многих исследователей была составлена схема фаций метаморфизма — Р-Т диаграмма, на которой показаны полу- устойчивости отдельных минералов и минеральных ассоциаций. Схема фаций стала одним из основных инструментов анализа метаморфических комплексов. Геологи, определив минеральный состав породы, соотносили её с какой-либо фацией, и по появлению и исчезновению минералов составляли карты изоград — линий равных температур. В практически современном варианте схема фаций метаморфизма была опубликована группой ученых под руководством В. С. Соболева в Сибирском отделении АН СССР.

## Состав метаморфических систем
Протолит — материнская горная порода любого происхождения, которая является исходным субстратом при формировании других пород метаморфических и метасоматических.